# 治淮街道
治淮街道，是中华人民共和国安徽省蚌埠市龙子湖区下辖的一个乡镇级行政单位。

## 行政区划
治淮街道下辖以下地区：
延安路社区、光明街社区、治淮二村社区和新马路社区。